# Кларкс-Гілл (Індіана)
Кларкс-Гілл (англ. Clarks Hill) — місто (англ. town) в США, в окрузі Тіппікану штату Індіана. Населення — 600 осіб (2020).

## Географія
Кларкс-Гілл розташований за координатами 40°14′50″ пн. ш. 86°43′28″ зх. д. / 40.24722° пн. ш. 86.72444° зх. д. (40.247206, -86.724412).  За даними Бюро перепису населення США в 2010 році місто мало площу 0,71 км², уся площа — суходіл.

## Демографія
Згідно з переписом 2010 року, у місті мешкало 611 особа в 230 домогосподарствах у складі 164 родин. Густота населення становила 866 осіб/км².  Було 270 помешкань (383/км²).
Расовий склад населення:
| - 97,9 % — білих - 0,3 % — корінних американців - 0,2 % — чорних або афроамериканців |

До двох чи більше рас належало 1,6 %. Частка іспаномовних становила 1,1 % від усіх жителів.
За віковим діапазоном населення розподілялося таким чином: 29,3 % — особи молодші 18 років, 60,7 % — особи у віці 18—64 років, 10,0 % — особи у віці 65 років та старші. Медіана віку мешканця становила 36,2 року. На 100 осіб жіночої статі у місті припадало 102,3 чоловіків;  на 100 жінок у віці від 18 років та старших — 100,9 чоловіків також старших 18 років.
Середній дохід на одне домашнє господарство  становив 46 043 долари США (медіана — 41 000), а середній дохід на одну сім'ю — 55 269 доларів (медіана — 51 406). Медіана доходів становила 45 385 доларів для чоловіків та 25 625 доларів для жінок. За межею бідності перебувало 15,8 % осіб, у тому числі 15,9 % дітей у віці до 18 років та 8,5 % осіб у віці 65 років та старших.
Цивільне працевлаштоване населення становило 267 осіб. Основні галузі зайнятості: виробництво — 21,7 %, роздрібна торгівля — 18,7 %, освіта, охорона здоров'я та соціальна допомога — 15,4 %.